# Ілюзорний рух

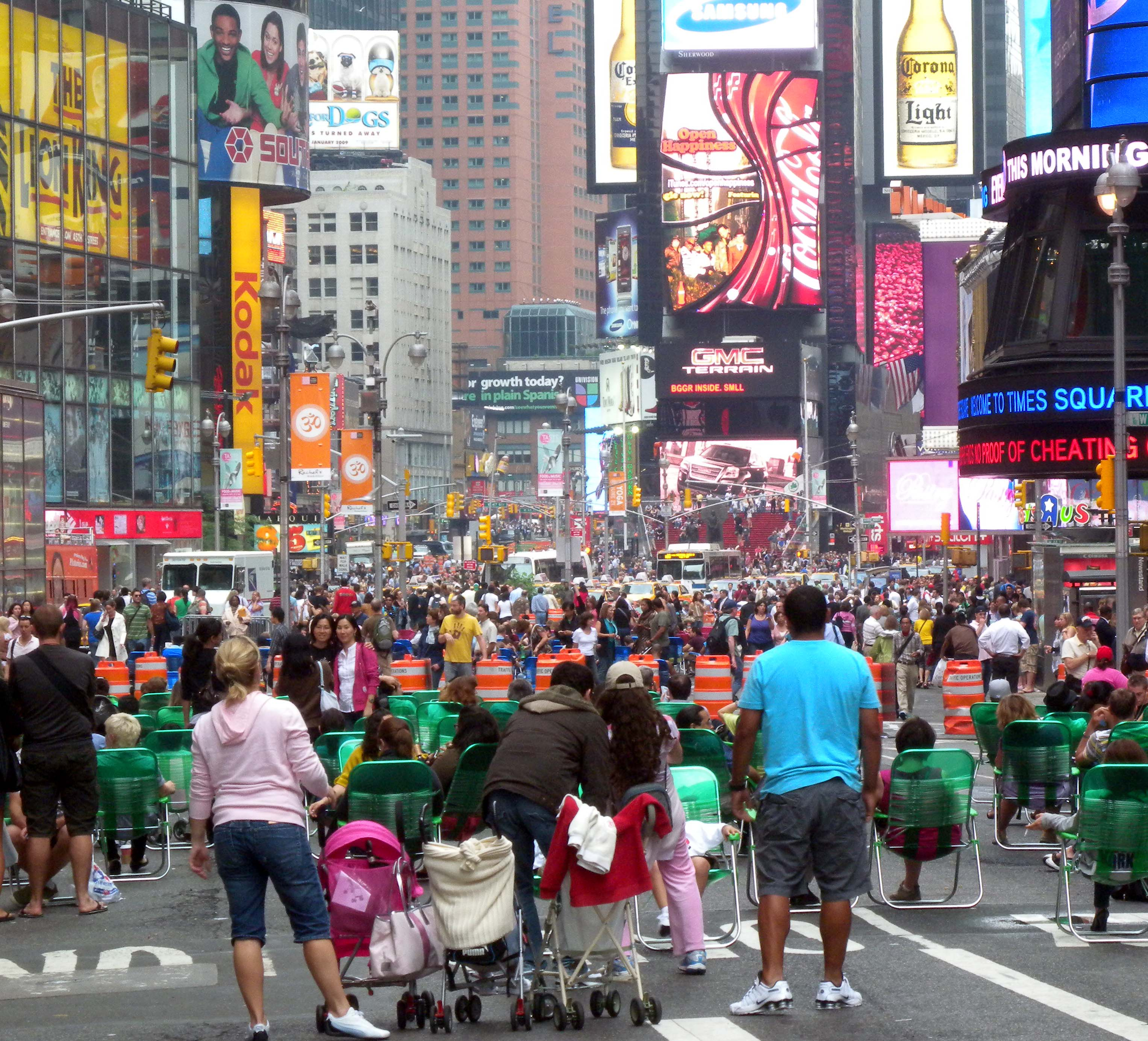
Рекламні щити та інші електронні вивіски використовують видимий рух для імітації рухомого тексту шляхом вмикання та вимикання світлових індикаторів, наче текст рухається.

Термін «ілюзорний рух», також відомий як ілюзія руху, позначає оптичну ілюзію, при якій статичне зображення здається рухомим через взаємодії колірних контрастів, форм об'єктів і положення. Бета рух є найпоширенішим типом ілюзорного руху і сприймається, коли зображення відображаються послідовно з певною частотою кадрів, як у фільмі.
Типи ілюзорного руху
Індукований рух працює за рахунок того, що фон рухається навколо нерухомого об'єкта.  Приклади можна побачити у фільмах «Літак» та «Цілком таємно».
Ефект "післядія руху "
Постефект виникає, коли людина розглядає рухомі об'єкти протягом тривалого періоду часу, а потім фокусується на нерухомому об'єкті. Починає здаватися, що цей об'єкт рухається в протилежному напрямку.
Ілюзорний рух в очах
Також ілюзорний рух може виникати через особливості ока. Це може працювати кількома способами. Перший — коли зображення проходить через мозаїку сітківки. Також рух може проявлятися через зміну положення очей. В обох цих випадках виникає постефект руху.
Ілюзія периферичного дрейфу — це ще один різновид сприйманого руху в очах.
Ілюзорний рух в мозку
Використовуючи МРТ, Роджер, Тутелл та ін. змогли визначити область мозку, яка активна при виникненні ілюзорного руху. Тутелл і його колеги попросили учасників експерименту розглянути набір концентричних кіл, які, здавалося б, рухалися всередину і назовні. Учасники сприймали післядію руху після перегляду рухомих об'єктів протягом 40 секунд. В цей час була зафіксована підвищена активність в області МТ головного мозку.
Теоретичний приклад з ілюзією руху: здається, що небо падає, в той час як насправді, океан піднімається.
Ілюзорний рух може виникати за різних обставин. Наприклад, при стробоскопічних зображеннях — коли серія статичних зображень переглядається послідовно з досить високою швидкістю, так що вони зливаються в безперервний рух. Прикладом цього може служити кінофільм. Є ціла течія мистецтва — Оптичне мистецтво (або Оп-арт), коли художники використовують прості чорно-білі візерунки, які створюють яскраві ілюзії руху, відомі як оптичний потік.
Редагування стробоскопічних зображень
Об'єкти, що крутяться, можуть здаватися обертовими в протилежну сторону, нерухомими або обертовими при світлі стробоскопа. Удаване зустрічне обертання коліс може спостерігатися і при денному світлі. Через ілюзію зустрічного обертання при постійному освітленні розумно припустити, що око бачить світ у вигляді серії нерухомих зображень, і тому зустрічне обертання є результатом недостатньої кількості кадрів.
Однак у цієї теорії є вагомий контраргумент. Проста демонстрація, що спростовує цю ідею, полягає в тому, щоб розглянути уявне протилежне обертання (обертання обертового барабана) в дзеркальному відображенні. Суб'єктивні звіти учасників демонстрації  показують, що протилежне обертання з'являється тільки на одному з зображень (або на реальному, або на дзеркальному зображенні, коли обидва зображення переглядаються одночасно).[6]
Оптичне мистецтво
Вважається, що видимий рух в оптичному мистецтві викликаний відмінністю в нейронних сигналах між чорною і білою частинами зображення. У той час як білі деталі можуть подавати сигнал «вкл-викл», чорні деталі подають сигнал «викл-вкл». Це означає, що для чорної і білої частин, представлених одночасно, частина сигналу «включено» розділена в часі, що може привести до спрацьовування детекторів руху.
Інше пояснення полягає в тому, що залишкові зображення сітківки викликають муар, який важко ідентифікувати.

## Галерея

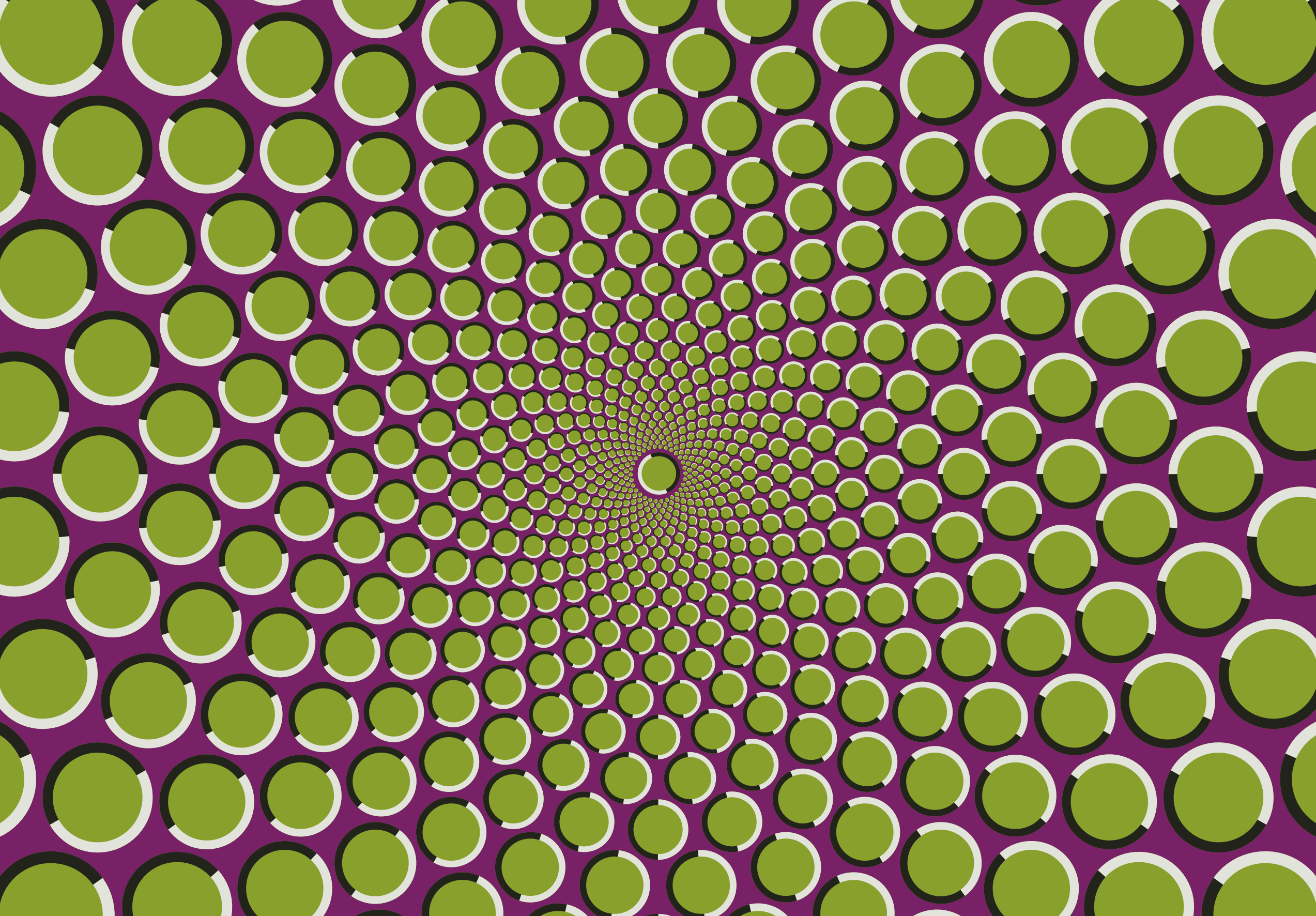

## У масовій культурі
Американська рок-група Animal Collective використовує ілюзорний рух на обкладинці відомого альбому 2009 Merriweather Post Pavilion